# 일본전자
일본전자(日本電子, JEOL, Ltd.)는 전자현미경 및 기타 과학 기구, 산업 장비 및 의료기기를 개발하고 제조하는 주요 기업이다.
본사는 일본 도쿄도에 있으며, 2014년 기준 국내외 25개 자회사 및 관계회사를 두고 있다. 분석실험기기 제조 부문 세계 10대 기업에 포함되어 있다. JEOL의 장비는 케임브리지대학교, 옥스퍼드 대학교, MIT 등 전 세계 연구자들이 사용하고 있다.

## 제품
- JEOL AccuTOF JMS T100LC 질량 분석기는 2002년 분석 화학 및 응용 분광학에 관한 피츠버그 회의에서 동상을 수상했다.
- DART 이온 소스는 2005년 분석 화학 및 응용 분광학에 관한 피츠버그 컨퍼런스에서 Pittcon Editors' Gold Award를 수상했다.
- 특허 받은 ZrO/W(쇼트키) 이미터를 기반으로 한 마스크리스 석판화 ML2 유형 JBX-8100FS.

## 같이 보기
- 연구실